# Aeroporto de Serra Talhada
O Aeroporto de Serra Talhada - Santa Magalhães também conhecido como Aeroporto Regional do Pajeú, (IATA: SET, ICAO: SNHS) é um aeroporto localizado na cidade de Serra Talhada, no estado de Pernambuco, situado a 377 quilômetros da capital Recife.
Atende praticamente a demanda privada da região do Pajeú. 
Sua importância se deve pelo comércio, turismo, educação e principalmente pelo polo médico que configura o quarto maior do estado. 
Visa atender 800 mil habitantes de 26 cidades do estado, por se tratar de uma área de convergência para muitas outras cidades do estado e estados vizinhos, entre elas Triunfo, Custódia, Floresta e São José do Belmonte.

## Reforma
Ao longo de 2017, o Governo do Estado iniciou uma série de investimentos para tornar o aeroporto apto a receber voos comercial totalizando investimento de R$ 18 milhões considerando apenas a infraestrutura portuária. Além disso, outros R$ 35 milhões serão investidos para a construção do terminal de passageiros contando também com aportes do Governo Federal no contexto do Plano de Desenvolvimento da Aviação Regional.
Até que o terminal definitivo fique pronto, a expectativa é que aeroporto opere em uma estrutura provisória.